# Friedrich August Frenzel (Maler)
Friedrich August Frenzel  (* 10. September 1814 in Sebnitz; † 17. April 1897 in Dresden) war ein deutscher Historienmaler und Lithograf.

## Leben
Frenzel war ein Sohn des Kupferstechers Johann Gottfried Abraham Frenzel und Bruder des Malers Paul Frenzel. Er begann ein Studium an der Kunstakademie in Dresden und ließ sich nach dem Abschluss 1834 als freier Künstler nieder. Bis 1843 stellte er regelmäßig in der Dresdner Akademie sowie im Kunstverein Leipzig aus. 1850 nahm er eine Tätigkeit als Kostümier am Königlichen Hoftheater Dresden an und wurde dort später Garderobeninspektor. Er war für die Garderobe der Künstler zuständig. In dieser Zeit trat er kaum noch als Maler und Zeichner in Erscheinung. Neben Aquarellen und Tuschzeichnungen lithografierte er auch, meist historische Ereignisse. 1885 trat er in den Ruhestand.
Werke (Auswahl)
- 1830 oder 1835: Militärparade der Kommunalgarde durch Johann Herzog von Sachsen (1801–1873, seit 1854 König von Sachsen) in Dresden am 26. September 1830 (Lithografie)[1]
- 1835: Die Belehnung Friedrichs des Streitbaren mit der Kurwürde (Zeichnung)[2]
- 1835: Allegorie auf die Fürstenzusammenkunft in Kalisch (Lithografie)